# Desert Bandit
Pour plus de détails, voir Fiche technique et Distribution.
Desert Bandit est un film américain réalisé par George Sherman, sorti en 1941.

## Fiche technique
- Titre : Desert Bandit
- Réalisation : George Sherman
- Scénario : Bennett Cohen (en) et Eliot Gibbons
- Photographie : William Nobles
- Musique : Cy Feuer (en)
- Pays de production : États-Unis
- Format : Noir et blanc - 1,37:1
- Genre : western
- Durée : 56 minutes
- Date de sortie : 1941

## Distribution
- Donald Barry : Bob Crandall
- Lynn Merrick : Sue Martin
- William Haade : Largo
- James Gillette : Tim Martin
- Dick Wessel (en) : Hawk
- Tom Chatterton : Texas Ranger Captain Banning
- Tom Ewell : Ordway - Texas Ranger
- Robert Strange (en) : Hatfield
- Charles R. Moore (en) : T-Bone Jones
- Ernie Stanton : Shériff Warde